# Погонь (Гродзиськ-Мазовецький)
Погонь (Гродзиськ-Мазовецький) — польський футбольний клуб з міста Гродзиськ-Мазовецький, Мазовецького воєводства. У сезоні 2024-25 команда виступатиме у II Лізі, після перемоги у групі I III ліги сезону 2023-24.
Їх вище досягнення — III ліга (тоді третій дивізіон), до якої вони вперше піднялися в 1958 році. Вони знову піднялися на цей рівень після перемоги в групі I III ліги в сезоні 2020-21, забезпечивши собі підвищення у двох матчах після перемоги над Ягеллонією Білосток II з рахунком 6–0.

## Титули і досягнення
III ліга, I група
- Чемпіони : 2020–21, 2023–24[3]